# Grzegorz Napieralski
Grzegorz Bernard Napieralski (Szczecin, 18 de marzo de 1974) es un político polaco actual portavoz del partido "Alianza de la Izquierda Democrática". Fue candidato por dicho partido a las elecciones presidenciales de su país de 2010, quedando en tercera posición.

## Educación y carrera política
Después de graduarse en la Escuela de Mecánica de Szczecin, estudió Ciencias Políticas en la Universidad de Szczecin, obteniendo su máster en el año 2000. Desde 1995 hasta 1999 fue secretario de la agrupación local de Szczecin del partido Socialdemocracia de la República de Polonia, que más tarde dio lugar a la Alianza de Izquierda Democrática. En 2004, 2005 y 2007 ha sido elegido para ocupar un cargo en el Sejm. 	
En 2004 fue nombrado vicepresidente de la Alianza de Izquierda Democrática, y un año más tarde en su secretario general. El 31 de mayo de 2008 fue elegido presidente de dicho partido, derrotando a Wojciech Olejniczak. Desde 2009 es también el presidente de la fracción parlamentaria Lewica.
El 22 de abril de 2010, la Alianza le eligió para sustituir a Jerzy Szmajdziński, quien había muerto en un accidente de avión, como su candidato en las próximas elecciones presidenciales. Napieralski recibió el 13,68% de los votos y no tomó parte en la segunda vuelta de las elecciones, ya que quedó en tercer puesto.

## Posiciones políticas
Napieralski pide la retirada de las tropas polacas de Afganistán lo antes posible. También apoya más impuestos progresivos. Está a favor de la liberalización de la ley del aborto en Polonia y del reembolso del gobierno de la fecundación in vitro y los métodos anticonceptivos. Apoya las uniones civiles entre personas del mismo sexo, aunque se opone a la adopción de niños por parejas del mismo sexo. Es partidario de la separación entre Iglesia y Estado. Critica la privilegiada posición de la Iglesia católica en Polonia.

## Vida personal
Está casado con Małgorzata Napieralska y tiene dos hijas, Alicja y Aleksandra.
- Wikimedia Commons alberga una categoría multimedia sobre Grzegorz Napieralski.

- Datos: Q1377262
- Multimedia: Grzegorz Napieralski / Q1377262